# プラバカール
プラバカール（ Prabhakar）はネパールの革命家、軍人（ゲリラ）、政治家。同国の財務大臣、平和・再建大臣、制憲議会議員などを歴任した。本名、ジャナルダン・シャルマ（Janardhan Sharma）。
ネパール人民解放軍の4人の副司令官の一人で西部方面を担当していた。2008年4月10日の制憲議会選挙でルクム郡第2選挙区に立候補し当選。以後、政治の道に入る。プラチャンダの首相就任と人民解放軍最高指揮官の辞任と共に自らも副司令官を辞任する。同年8月31日、プラチャンダ内閣に平和･再建大臣として入閣。